# Christoph Andreas Zeidler
Christoph Andreas Zeidler (* 26. Juni 1689 in Annaberg; † 7. Dezember 1756 in Johanngeorgenstadt) war ein sächsischer Bergmeister.
Der Sohn des in Annaberg im Erzgebirge als Notar tätigen späteren Bergmeisters Paul Christoph Zeidler war zunächst als Guardein, Gegen- und Rezessschreiber tätig, bevor er 1739 Bergmeister in der sächsischen Bergstadt Schneeberg (Erzgebirge) wurde. Im Alter von 57 Jahren setzte er sich zur Ruhe und ging nach Johanngeorgenstadt, wo er als Emeritus starb. Auf dem dortigen Friedhof hat sich bis heute das Grabmal der Familie Zeidler erhalten.
Nach seinem Tod hinterließ er ein Legat für geschädigte Bergleute, deren Witwen und Kinder.